# Campello Monti
Campello Monti (Kampel in titzschu) è una frazione del comune di Valstrona che fino al 1929 fu un comune autonomo, che comprendeva, oltre al centro principale, anche gli insediamenti di Pian Pennino/Pianpanìn, Ronco/Runk, Tappone/Tapòn e Valdo/Waud.

## Origini del nome
Per il paese veniva un tempo anche utilizzato il toponimo latino Campellus.

## Geografia fisica
Campello Monti è collocato a 1.305 m s.l.m. in sinistra idrografica della Strona di Omegna, a ridosso della testata della sua vallata.

## Storia
Il paese di Campello Monti, di antico popolamento Walser, fece a lungo parte di Rimella, un comune valsesiano di cultura Walser. I rimellesi, che in origine utilizzavano durante l'estate gli alpeggi della zona, vi si stabilirono poi per tutto l'anno. Non essendoci sul posto un cimitero consacrato i morti dovevano essere trasferiti attraverso la Bocchetta di Rimella al paese di origine della comunità, in Val Mastallone. Campello si distaccò poi progressivamente da Rimella. A partire dal 1551 i defunti poterono essere sepolti nel nuovo cimitero del paese e il 19 agosto 1759 l'autonomia religiosa si ampliò con l'erezione a parrocchia della chiesa di San Giovanni Battista. Nel corso del Settecento il paese venne fortemente danneggiato da alcune esondazioni. Nel 1816 l'autonomia da Rimella venne completata dalla costituzione di Campello in comune a sé stante, che continuò però a far parte del Mandamento di Varallo Sesia. Data la scarsità di risorse del proprio territorio nell'Ottocento molti tra gli uomini di Campello si recavano
Tra la metà dell'Ottocento e il 1946 la povertà della zona fu alleviata dallo sfruttamento di alcune miniere di nichel.
Con il regio decreto 18 febbraio 1929, n. 317, a partire dal successivo 13 aprile, Campello Monti perse la propria autonomia comunale e venne aggregato al nuovo comune di Valstrona, sorto nel 1928 dall'unione dei vari centri abitati presenti in Valle Strona. Il suo territorio passò quindi della Provincia di Vercelli a quella di Novara, della quale a quel tempo la vallata faceva parte. Nel dopoguerra Germagno, Loreglia e Massiola riottennero la propria autonomia mentre Campello Monti restò parte di Valstrona. Il codice catastale di Campello Monti, valido fino al 1983, era B503.
Oggi Campello Monti è abitato solo durante la bella stagione, in particolare da famiglie originarie del paese che emigrarono in passato in varie parti d'Italia e all'estero. Anche alcuni alpeggi a monte del centro abitato vengono tuttora caricati dagli allevatori che vi trasferiscono il bestiame durante l'estate. Nel corso dell'inverno il centro abitato non è raggiungibile con gli autoveicoli perché la strada che lo serve viene chiusa a monte di Forno.

## Monumenti e luoghi d'interesse

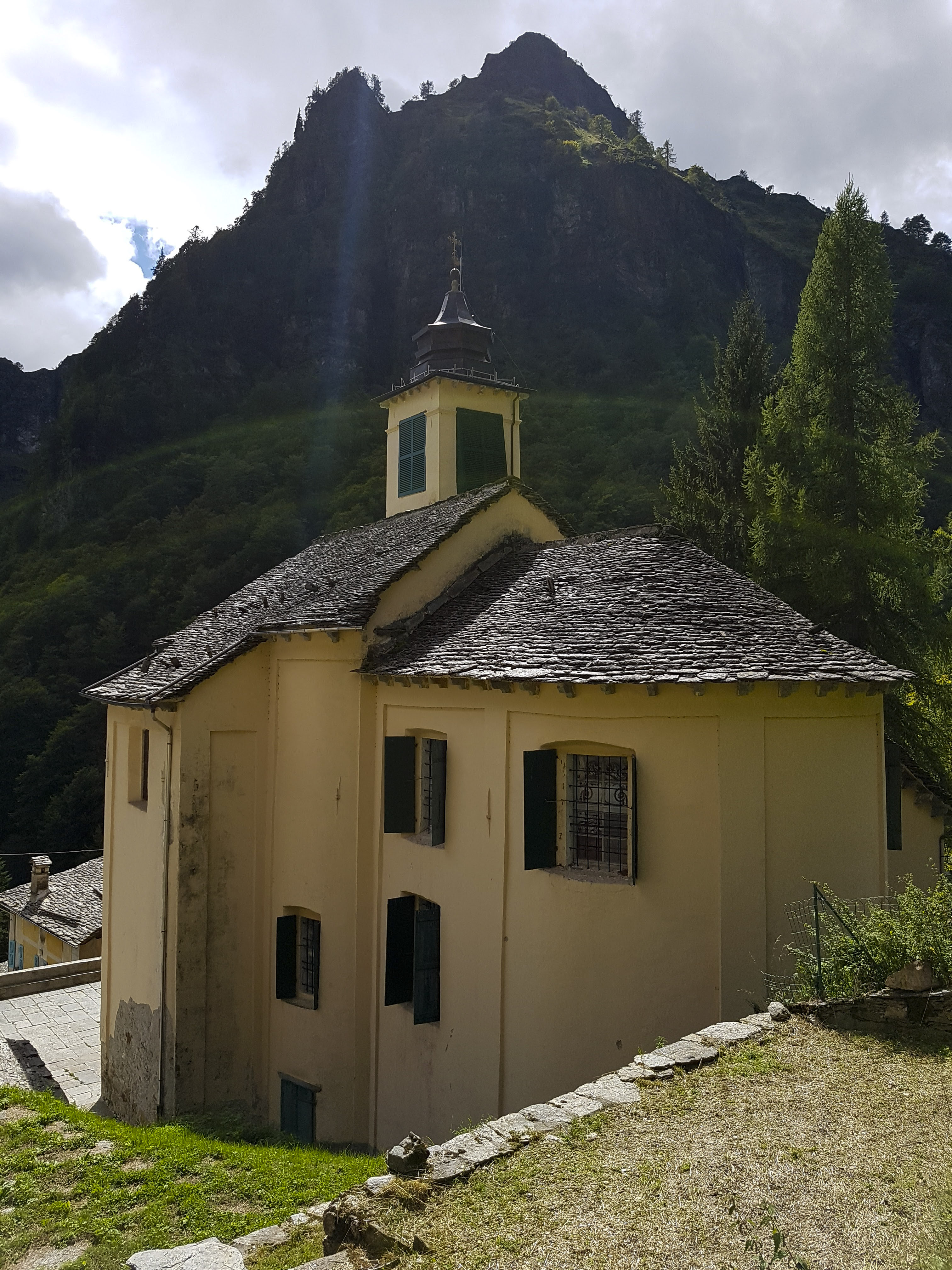
La parrocchiale

- Chiesa parrocchiale dedicata a San Giovanni Battista, ospita la riproduzione di un dipinto del Guercino. L'originale, che era stato rubato nel maggio 1973 e che fu ritrovato 25 anni dopo, è oggi visibile al Museo del Duomo di Novara.[12]
- Ecomuseo Campello Monti - Walsergemeinschaft Kampel, situato in via della Gassa n. 1; organizza un convegno annuale denominato Campello e i Walser.[6]
- Villa Bordo, costruita nel 1890 ai margini del paese dalla famiglia Janetti, in stile neo-rinascimentale fiorentino.[13]
- L'area montuosa che circonda Campello Monti fa parte del parco naturale dell'Alta Val Sesia e dell'Alta Val Strona[14] e costituisce inoltre il Sito di Importanza Comunitaria denominato Campello Monti (cod. IT1140003).[15] Il SIC, come il resto del parco naturale, è gestito dall'Ente di gestione delle Aree protette della Valle Sesia.[16]

## Sport

### Escursionismo
Partendo dal paese è possibile raggiungere varie vette che si trovano alla testata dalla Valle Strona come: il monte Capio, l'Altemberg, la Cima Lago, il Capezzone, la Cima Ravinella e la Punta dell'Usciolo. Per la salita al Capezzone si può utilizzare come punto di appoggio e ricovero il Bivacco Abele Traglio, situato sulle sponde del piccolo Lago di Capezzone. Campello Monti costituisce un terminale di tappa delle Grande Traversata delle Alpi, della quale ospita un posto tappa.

## Galleria d'immagini

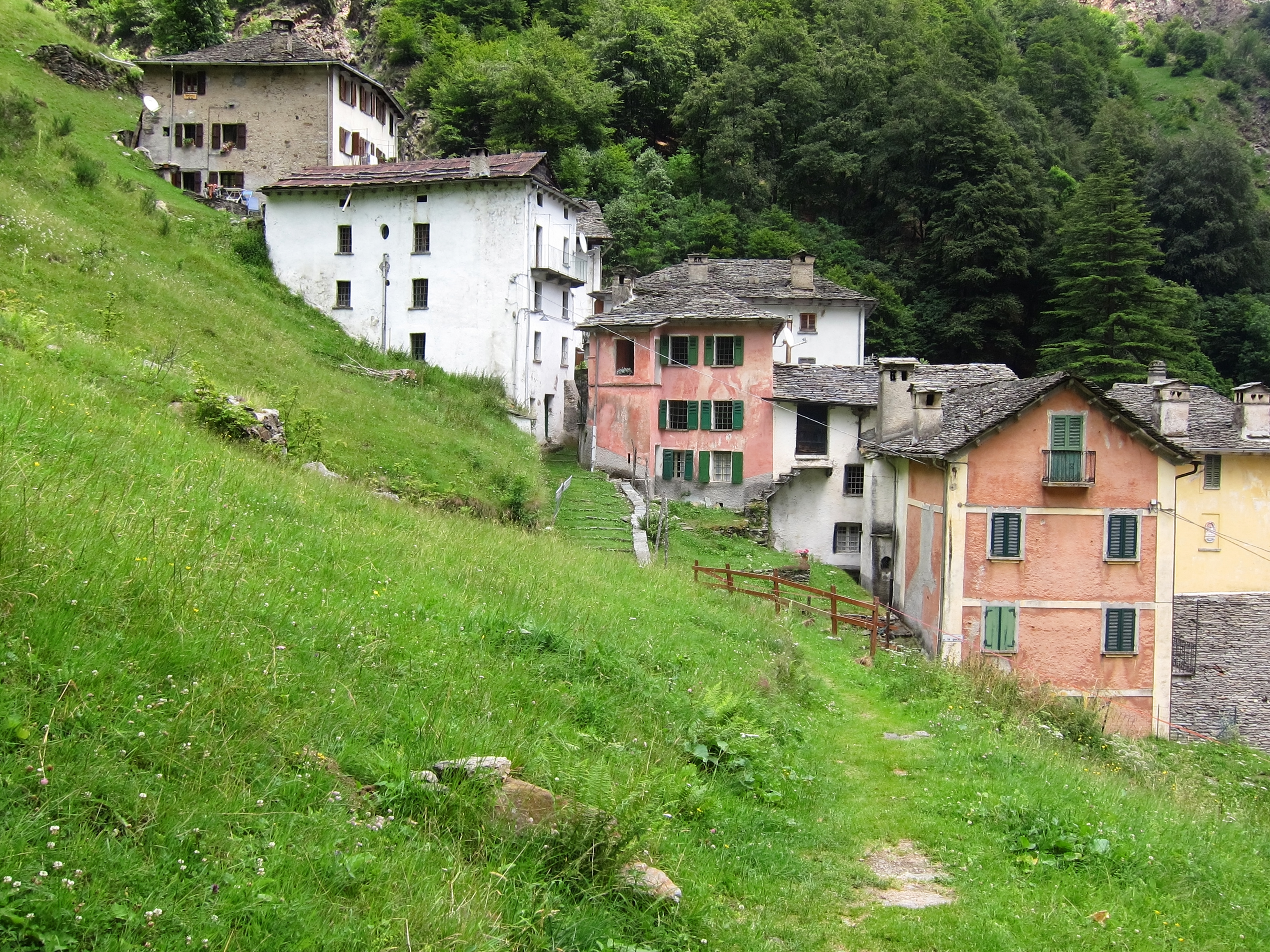
Le case di Campello Monti
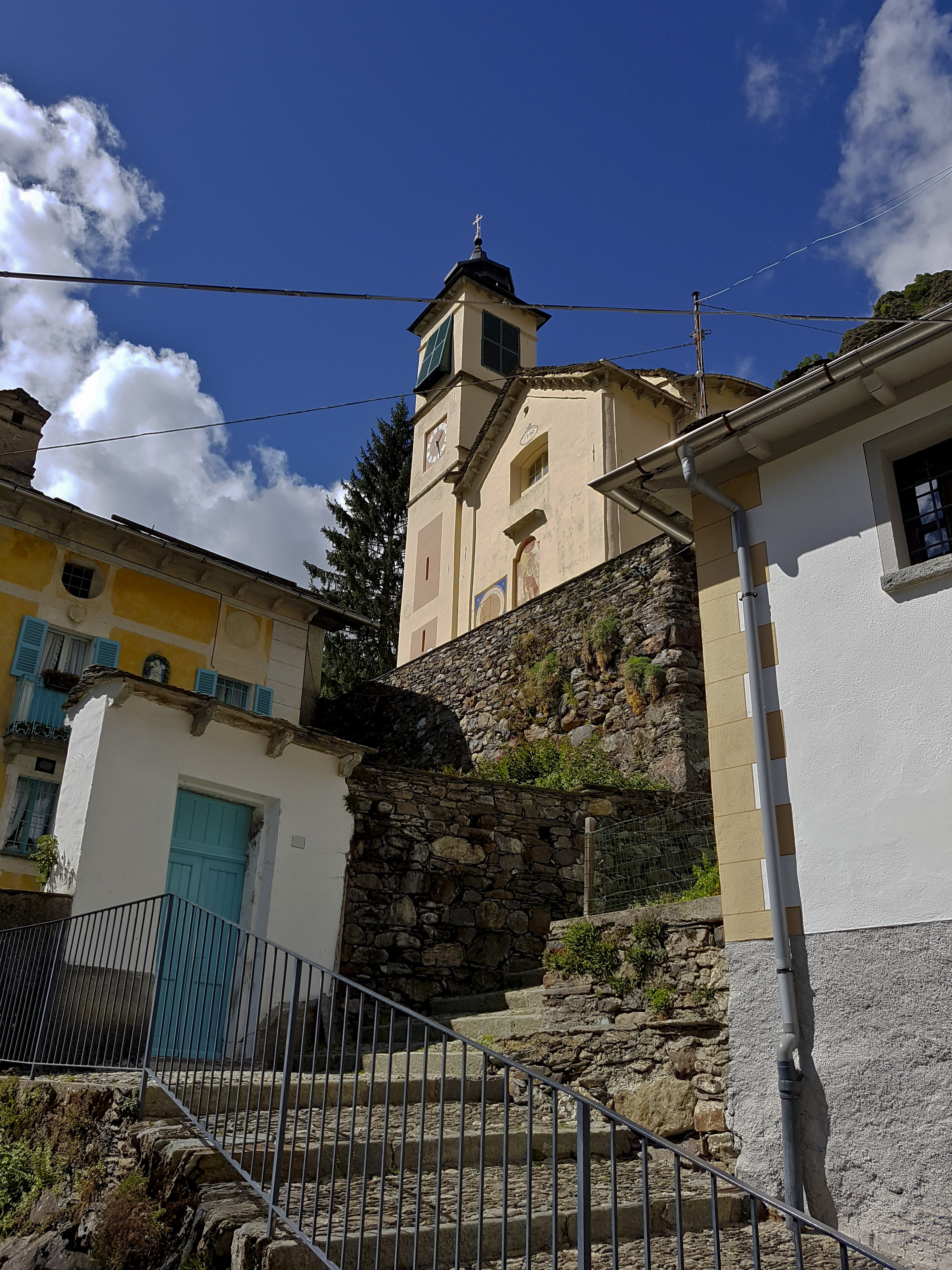
Via La Gassa
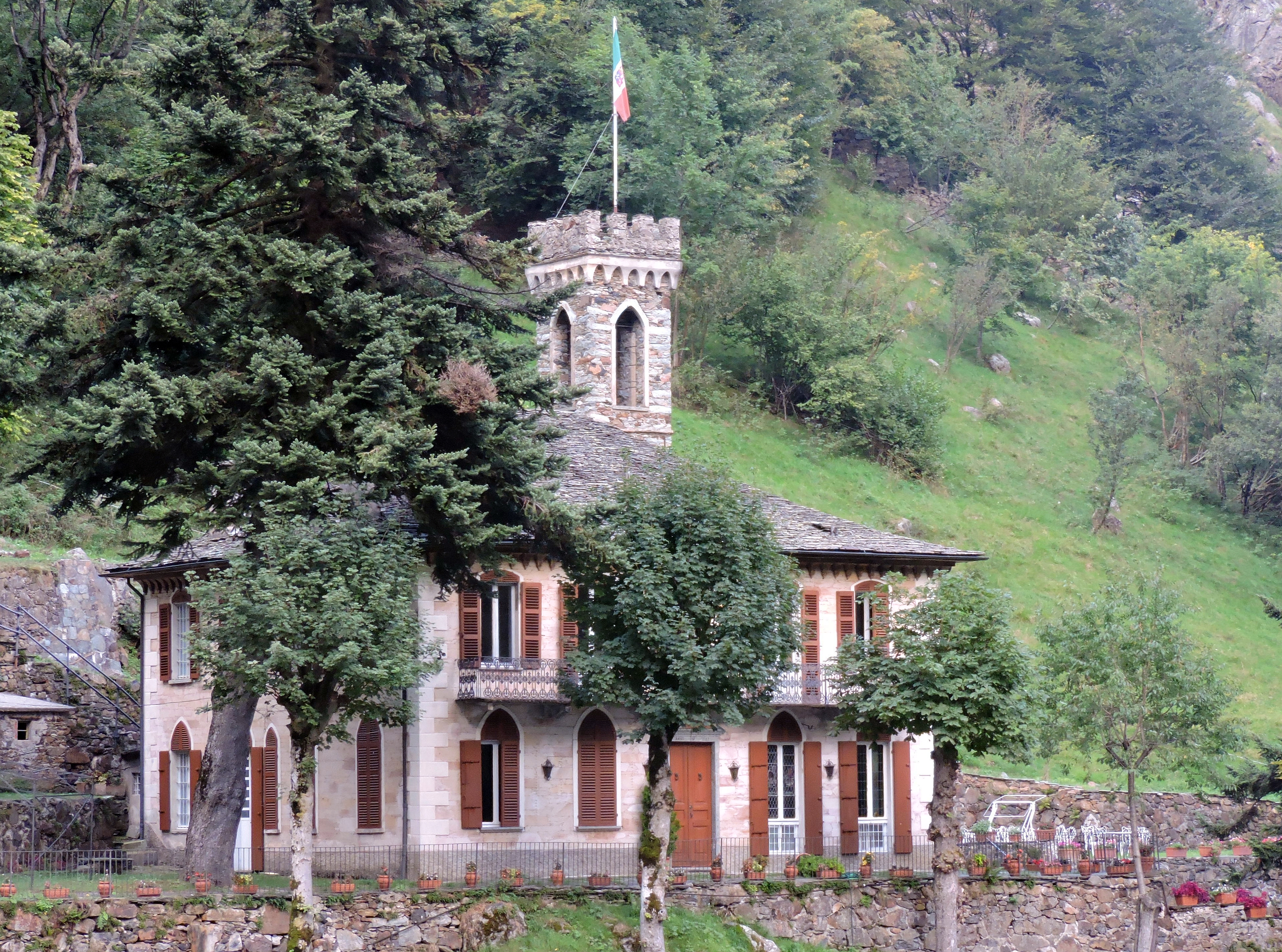
Villa Bordo
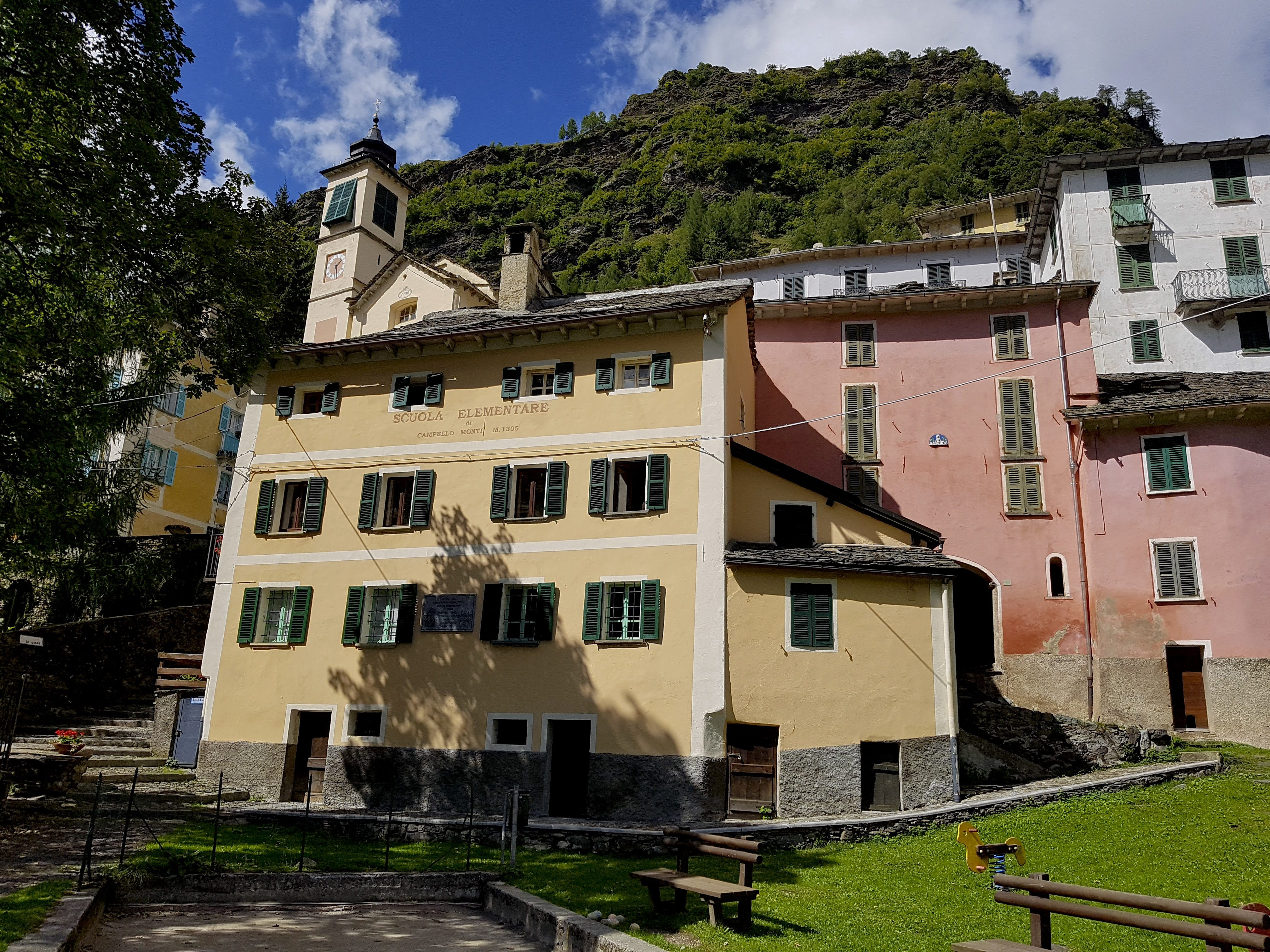
L'ex scuola elementare